# Xerophyllum
Xerophyllum é um género botânico pertencente à família Melanthiaceae.